# Carrazedo (Amares)
Carrazedo és una freguesia portuguesa del municipi d'Amares, amb 2,71 km² d'àrea i 732 habitants (2011). La densitat de població n'és de 270,1 hab/km².

## Població
| Població de la freguesia de Carrazedo (1864 – 2011) | Població de la freguesia de Carrazedo (1864 – 2011) | Població de la freguesia de Carrazedo (1864 – 2011) | Població de la freguesia de Carrazedo (1864 – 2011) | Població de la freguesia de Carrazedo (1864 – 2011) | Població de la freguesia de Carrazedo (1864 – 2011) | Població de la freguesia de Carrazedo (1864 – 2011) | Població de la freguesia de Carrazedo (1864 – 2011) | Població de la freguesia de Carrazedo (1864 – 2011) | Població de la freguesia de Carrazedo (1864 – 2011) | Població de la freguesia de Carrazedo (1864 – 2011) | Població de la freguesia de Carrazedo (1864 – 2011) | Població de la freguesia de Carrazedo (1864 – 2011) | Població de la freguesia de Carrazedo (1864 – 2011) | Població de la freguesia de Carrazedo (1864 – 2011) |
| --------------------------------------------------- | --------------------------------------------------- | --------------------------------------------------- | --------------------------------------------------- | --------------------------------------------------- | --------------------------------------------------- | --------------------------------------------------- | --------------------------------------------------- | --------------------------------------------------- | --------------------------------------------------- | --------------------------------------------------- | --------------------------------------------------- | --------------------------------------------------- | --------------------------------------------------- | --------------------------------------------------- |
| 1864                                                | 1878                                                | 1890                                                | 1900                                                | 1911                                                | 1920                                                | 1930                                                | 1940                                                | 1950                                                | 1960                                                | 1970                                                | 1981                                                | 1991                                                | 2001                                                | 2011                                                |
| 471                                                 | 505                                                 | 521                                                 | 625                                                 | 616                                                 | 567                                                 | 600                                                 | 499                                                 | 643                                                 | 647                                                 | 658                                                 | 777                                                 | 454                                                 | 759                                                 | 732                                                 |

## Història
Formava part del municipi d'Entre Homem i Cávado, eliminat el 31 de desembre de 1853, data en què passa al municipi d'Amares.

## Patrimoni
- Capella de Nossa Senhora da Apresentaçâo o Capella da Tapada
- Casa de Castro (Amares)